# Blinasaurus
Genre
Espèce
Blinasaurus est un genre fossile de brachyopidae préhistoriques trouvés dans les formations géologiques du Trias en Australie. Selon Paleobiology Database, en 2022, l'espèce type est Blinasaurus townrowi, mais serait aussi un synonyme de Banksiops townrowi Cosgriff 1974.

## Présentation
L'espèce type a été nommée Platyceps wilkinsonii par Stephens en 1887. Le genre a été créé par John William Cosgriff (d) en 1969 pour incorporer cette espèce type, découverte en Nouvelle-Galles du Sud, et la nouvelle espèce fossile de l'auteur, Blinasaurus henwoodi, décrivant le matériel type trouvé à Blina Shale dans la région de Kimberley au nord-ouest de l'Australie.
Le genre était représenté par trois espèces ; cependant, l'espèce type originelle (Platyceps wilkinsonii selon Stephens, 1887) a été par la suite attribuée à un nouveau genre monotypique sous le nom de Platycepsion wilkinsonii. Une espèce décrite par Cosgriff dans la même étude a été placée dans une nouvelle combinaison sous le nom de Batrachosuchus henwoodi.